# Гроздья гнева
«Гро́здья гне́ва» (англ. The Grapes of Wrath) — реалистический роман американского писателя Джона Стейнбека, опубликованный в 1939 году. Удостоен Пулитцеровской премии в номинации «За художественную книгу». Входит во многие учебные программы школ и колледжей США. 
Роман повествует о жизни в центральных штатах США во времена Великой депрессии. В центре сюжета — семья бедных фермеров Джоудов из Оклахомы, которые в силу обстоятельств остаются без работы. Финансовые трудности, засухи и т. н. «пыльный котёл» заставляют их покинуть свой дом и устремиться в Калифорнию в поисках лучшей жизни, вместе с тысячами других оки.
Из-за детального изображения тяжёлой жизни роман изначально был изъят из библиотек Нью-Йорка, Сент-Луиса, Канзас-Сити и Буффало. Ирландия запретила книгу в 1953 году, канадский город Моррис — в 1982 году. Из-за использования вульгарных слов в 1970—80-е годы роман запрещался в некоторых школах США.
В 1940 году режиссёром Джоном Фордом был снят одноимённый фильм, главную роль исполнил Генри Фонда. Однако финал фильма существенно отличается от финала литературного произведения — согласно канонам голливудского кино того периода, кинолента заканчивается хэппи-эндом, в то время, как окончание сюжета самой книги остаётся открытым.

## Сюжет
Том Джоуд после четырёхлетнего тюремного срока в колонии за убийство возвращается домой в Оклахому. По пути он встречает Кейси — бывшего проповедника. Они вместе направляются домой к Тому. Вернувшись домой, Том не обнаруживает родителей, но встречает Мьюли, который рассказывает о том, что всех людей выгнали с земли, родители уехали в Калифорнию, а он остался здесь один. На следующее утро Том и Кейси направляются к дому дяди Джона. Там его встречает всё семейство: мать, отец, дядя Джон, Ной, Роза Сарон и Конни, Эл и двое малых детей. В это время приезжает представитель компании, из-за которого всех людей оставили без дома, и говорит дяде Джону, что до следующего дня дом надо освободить. Ночью семья забивает весь свой скот, собирает вещи и на грузовике уезжает в сторону Калифорнии в поисках работы. Мьюли остаётся, принимая одиночество.
У дедушки Тома в пути случается сердечный приступ, и он умирает. Семья хоронит его у дороги. После они останавливаются в лагере, где незнакомец рассказывает, что в Калифорнии работы нет и что из-за этого его близкие погибли от голода. Семья продолжает путь. По дороге в Калифорнию умирает и бабушка Тома. В пограничье у реки Ной принимает решение уйти, считая, что самостоятельно может прокормиться у реки.
По приезде в Калифорнию полицейский сообщает семье, где находится лагерь при городе. В лагере — так называемом Гувервилле, — царит голод, работы нет. На следующий день приезжает человек с предложением о работе, но не называет точную оплату труда.
Тогда новый знакомый Тома из лагеря просит показать лицензию, на что следует отказ.
Мужчина признаётся, что уже попадался на эту уловку, и ему платили в два раза меньше обещанного. Прибывшие разобраться полицейский со своим понятым называют мужчину «красным агитатором» и просят сесть в машину.
Он с размаху ударяет по понятому и убегает.
Полицейский стреляет в него, но попадает в женщину.
Том избивает стрелявшего.
Кейси предлагает Тому скрыться, чтобы его опять не посадили в тюрьму, а сам представляется прибывшему наряду виновным.
Ночью Том возвращается в лагерь и сообщает, что лагерь собираются ночью сжечь.
Конни сбегает, оставив беременную жену Розу — сестру Тома.
Семья уезжает.
Они находят правительственный лагерь, где проживающие люди сами устанавливают порядки в санитарных корпусах. Здесь есть горячая вода и уборные — приличные условия жизни. Люди помогают друг другу, организуют совместный уход за новорождёнными, занятия для детей, досуг, танцы, не дают распоряжаться шерифам и понятым. Попытка провокации на танцах со стороны противников лагерей проваливается благодаря слаженным действиям выборной комиссии лагеря. Однако работы всё равно нет, и со временем семье приходится покинуть это место.
Они приезжают в другой лагерь, где платят 5 центов за ящик собранных персиков. За день семья зарабатывает доллар, которого не хватает на нормальное пропитание. Ночью Том выходит из лагеря и встречает Кейси, который участвует в забастовке. Он утверждает, что из-за большого количества людей станут платить 2,5 цента. Бастующих ловит полиция, Кейси убивают; Том вступается за него, убивает полицейского, получая по лицу. Оплату в лагере понижают до 2,5 центов. Семья уезжает, спрятав Тома от розыска.
Они натыкаются на сбор хлопка. Том прячется от полиции неподалёку в зарослях, ждёт, пока заживёт лицо. Заработок у семьи неплохой, но понятно, что хлопка надолго не хватит, а когда урожай будет собран, все лишатся работы. Младшая девочка Руфь в пылу драки пробалтывается другим детям в лагере про своего брата, который убил двоих и сейчас прячется. Поэтому Том уходит из лагеря, оставив семью, чтобы не причинить им вреда. В один из последующих дней начинает идти сильный дождь, и место стоянки сборщиков хлопка, к которым относятся и Джоуды, заливает водой. Роза Сарона рожает, но ребёнок умирает без единого вздоха. Семья понимает, что оставаться на месте нельзя, потому что воды становится всё больше, и начинает идти по шоссе в поисках места повыше. Они находят сарай, в котором какой-то мальчик и его отец прячутся от дождя. Мальчик рассказывает, что отец умирает от голода, ведь отдавал всю еду ему, и теперь не может есть даже хлеб. Мальчик спрашивает, нет ли у Джоудов молока, и тогда мать уводит всех в другую часть сарая, оставляя Розу Сарона, у которой болит грудь оттого, что молоко не сцеживается. Она ложится рядом с ослабевшим мужчиной и кормит его грудью.

## Персонажи
- Том Джоуд — главный герой романа, второй сын семьи Джоудов.
- Мать — практичная и сердечная женщина, в тяжелые времена становится центром семьи.
- Отец — Том Джоуд, 50 лет. Работящий издольщик, лидер семьи, но уступает лидерство жене.
- Дядя Джон — Джон Джоуд, старший брат отца. Полон чувства вины за смерть своей молодой жены, которой он не привёл доктора во время приступа аппендицита, посчитав, что её жалобы несерьезны, и она просто чем-то отравилась. С момента её смерти пытается искупить свой грех, делая людям добро, в основном, ребятишкам. Время от времени срывается и поддается своим слабостям к алкоголю и женщинам.
- Джим Кейси — бывший проповедник, потерявший веру. В начале романа часто рассуждает о вере и человеческой душе, во время дороги в Калифорнию больше молчит и наблюдает. К концу книги возглавляет забастовку против нечеловеческих условий труда. Погибает от руки участника организации «Американский легион».
- Эл Джоуд — третий сын, 16 лет, интересуется в основном машинами и девушками.
- Роза Сарона — молодая мечтательная дочь. В финале романа рождает мёртвого ребёнка, вероятно из-за неправильного питания.
- Конни — муж Розы Сарона. Молодой и наивный, он ошеломлен обязанностями, наложенными браком и беременностью жены. Вскоре по прибытии в Калифорнию, он бросает семью.
- Ной — старший сын в семье. Пострадал при родах, семья и другие люди считают его «немного странным». Покидает семью, оставшись у реки Колорадо.
- Дед — дедушка Тома, в начале книги буйный и озорной. Усыпленный семьёй и увезенный насильно, умирает вечером первого дня, предположительно от сердечного приступа. По мнению Кейси, он умер потому, что не захотел покидать родные места.
- Бабка — бабушка Тома, теряет волю к жизни после смерти мужа, умирает во время переезда через пустыню.
- Руфь — младшая дочь семьи, 12 лет.
- Уинфилд — младший сын семьи, 10 лет.

## История создания
Лето 1936 года Стейнбек провёл среди сезонных рабочих Калифорнии. Он собирал материал для серии статей и очерков под общим названием «Цыгане периода урожая». Все увиденное потрясло писателя. Оказалось, что подавляющее число сезонников — это не мигранты из Мексики, а граждане страны. Стейнбек решил написать о них книгу «Дела Салатного города». Через три года. Стейнбек совершил ещё не одну поездку в лагеря сезонников, проехал по их пути из Оклахомы в Калифорнию. Книга в окончательном варианте получила название «Гроздья гнева».

## Название романа
Название романа было подсказано автору его женой, Кэрол. Эти слова взяты из «Боевого гимна Республики» американской аболиционистки и поэтессы Джулии Хау, хорошо известного американцам: 

Я увидел, как во славе сам Господь явился нам, 

Как Он мощною стопою гроздья гнева разметал, 

Как Он молнией ужасной обнажил меча металл. 

Он правды держит шаг.

В свою очередь, эти строки восходит к Откровению Иоанна Богослова 14:9-11, 18-20:

… 10тот будет пить вино ярости Божией, вино цельное, приготовленное в чаше гнева Его, и будет мучим в огне и сере пред святыми Ангелами и пред Агнцем… 18обрежь гроздья винограда на земле, потому что созрели на нём ягоды. 19И поверг Ангел серп свой на землю, и обрезал виноград на земле, и бросил в великое точило гнева Божия…

«Гроздья гнева» в романе — это метафора: «В душах людей наливаются и зреют гроздья гнева — тяжелые гроздья, и дозревать им теперь уже недолго» (глава XXV).

«Люди приходят с сетями вылавливать картофель из реки, но охрана гонит их прочь; они приезжают в дребезжащих автомобилях за выброшенными апельсинами, но керосин уже сделал свое дело. И они стоят в оцепенении и смотрят на проплывающий мимо картофель, слышат визг свиней, которых режут и засыпают известью в канавах, смотрят на апельсинные горы, по которым съезжают вниз оползни зловонной жижи; и в глазах людей поражение; в глазах голодных зреет гнев…»
— Джон Стейнбек. «Гроздья гнева»